# Montacuto

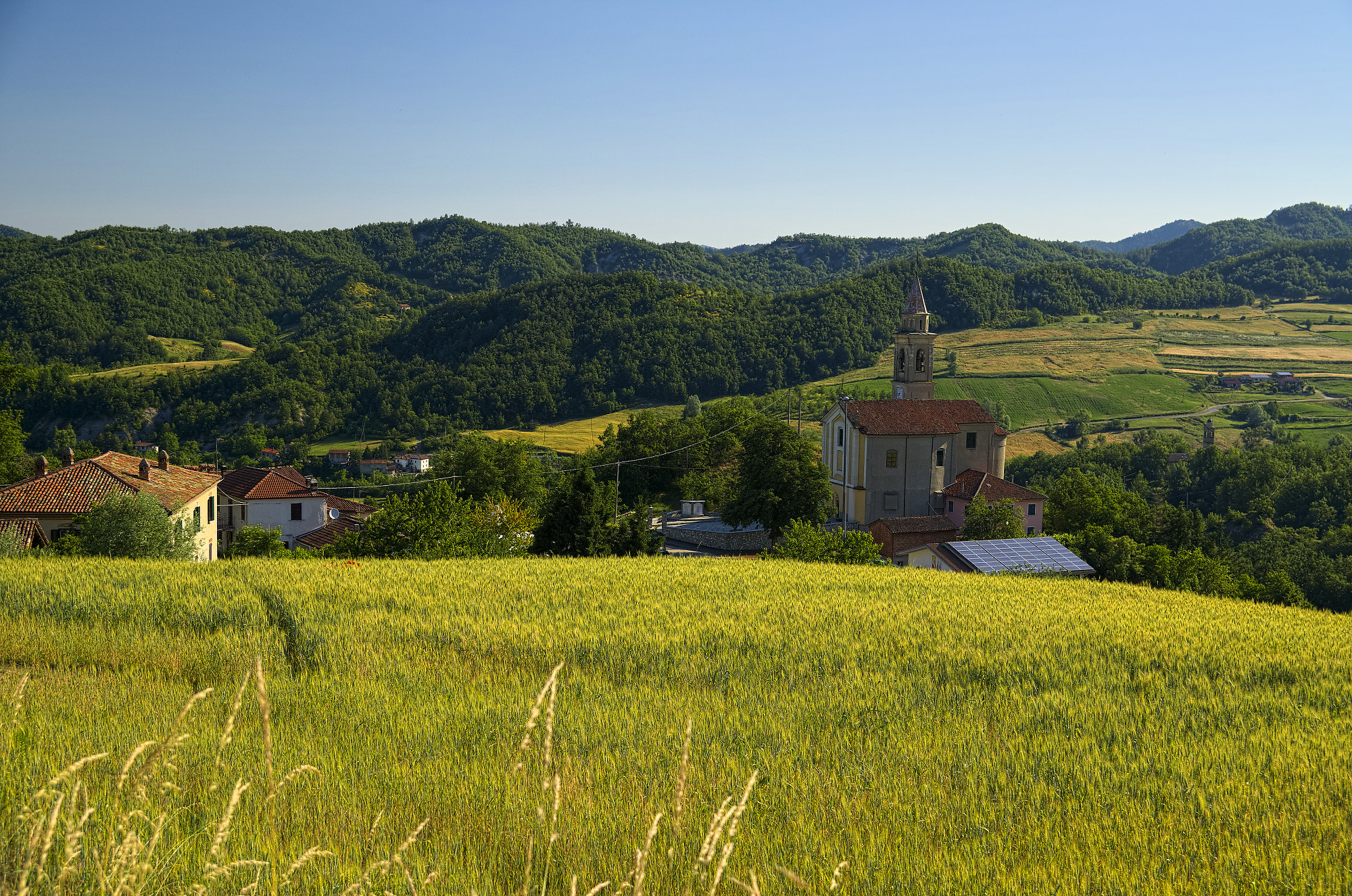
Montacuto

Montacuto là một đô thị ở tỉnh Alessandria trong vùng Piedmont của Italia, có vị trí cách khoảng 120 km về phía đông nam của Torino và khoảng 40 km về phía đông nam của Alessandria. Tại thời điểm ngày 31 tháng 12 năm 2004, đô thị này có dân số 335 người và diện tích là 23,7 km².
Montacuto giáp các đô thị: Albera Ligure, Cantalupo Ligure, Dernice, Fabbrica Curone, Gremiasco, và San Sebastiano Curone.